# Acronychia octandra
Acronychia octandra är en vinruteväxtart som först beskrevs av Ferdinand von Mueller, och fick sitt nu gällande namn av Thomas Gordon Hartley. Acronychia octandra ingår i släktet Acronychia och familjen vinruteväxter. Inga underarter finns listade i Catalogue of Life.